# Карл Венігер
Карл Венігер (нім. Karl Weniger; 24 травня 1899, Дассель, Німецька імперія — 1 жовтня 1941, Дьєпп, окупована Франція) — німецький морський офіцер, капітан-цур-зее. Кавалер Лицарського хреста Залізного хреста.

## Нагороди
- Почесний хрест ветерана війни (19 листопада 1934)
- Орден «За військові заслуги» (Болгарія) 5-го класу (26 вересня 1936)
- Медаль «За вислугу років у Вермахті» 4-го, 3-го і 2-го класу (18 років)
- Німецький Олімпійський знак 2-го класу (20 квітня 1937)

### Друга світова війна
- Залізний хрест 2-го класу (17 вересня 1939)
- Медаль «У пам'ять 1 жовтня 1938» (3 жовтня 1939)
- Медаль «У пам'ять 22 березня 1939 року» (26 жовтня 1939)
- Залізний хрест 1-го класу (21 травня 1940)
- Нагрудний знак мінних тральщиків (6 листопада 1940)
- Лицарський хрест Залізного хреста (15 листопада 1941; посмертно) — як капітан-цур-зее і командир 2-ї охоронної дивізії.